# Operación Trio
La Operación Trio, o Tercera Ofensiva Antipartisana (llamada en la historiografía yugoslava Treća neprijateljska ofenziva o tercera ofensiva enemiga) fue la primera gran operación conjunta germano-italiana contra la insurgencia en Yugoslavia, llevada a cabo en el Estado Independiente de Croacia (NDH) durante la Segunda Guerra Mundial. Constó de dos operaciones en el este de Bosnia, desde el 20 de abril hasta el 13 de mayo de 1942. Contó con los miembros de la Milicia Ustacha croata y de la Guardia Nacional Croata tomando parte como aliados del Eje. El objetivo de la operación era la eliminación de todos los insurgentes entre Sarajevo y el río Drina en el este de Bosnia, incluyendo a dos facciones enfrentadas: los partisanos y los chetniks. 
La operación fue de una eficacia limitada debido a varios factores, incluyendo la descoordinación entre las fuerzas atacantes. A pesar de ello, la Operación Trio se saldó con la retirada del líder partisano Josip Broz Tito, su Alto Estado Mayor y la principal fuerza partisana, que consistía en la 1.ª y 2.ª Brigada Proletaria, desde su base de operaciones en Foča. Después de una breve reorganización en torno a la montaña Zelengora, al sureste de la ciudad, trasladaron sus operaciones a Bosnia occidental durante el resto de 1942. Supuso también, de facto, la ruptura de las hostilidades entre partisanos y chetniks, que mantuvieron sus primeros enfrentamientos armados en el conflicto.

## Contexto
Como resultado de la Operación Sudeste de Croacia, Josip Broz Tito, su Alto Estado Mayor Supremo y la 1.ª Brigada Proletaria, comandada por Koča Popović, se habían retirado al sur de Foča, en la frontera entre el este de Bosnia y Herzegovina. Con la ayuda de partisanos de Montenegro, establecieron una zona liberada alrededor de Foča y Goražde. Esta zona, conocida popularmente como la "República de Foča", fue ampliada por sucesivas operaciones militares. A finales de marzo, los Consejos Populares de Liberación se habían organizado para gobernar diez ciudades y 92 pueblos en la zona liberada, aunque su organización era muy limitada.

## Planificación

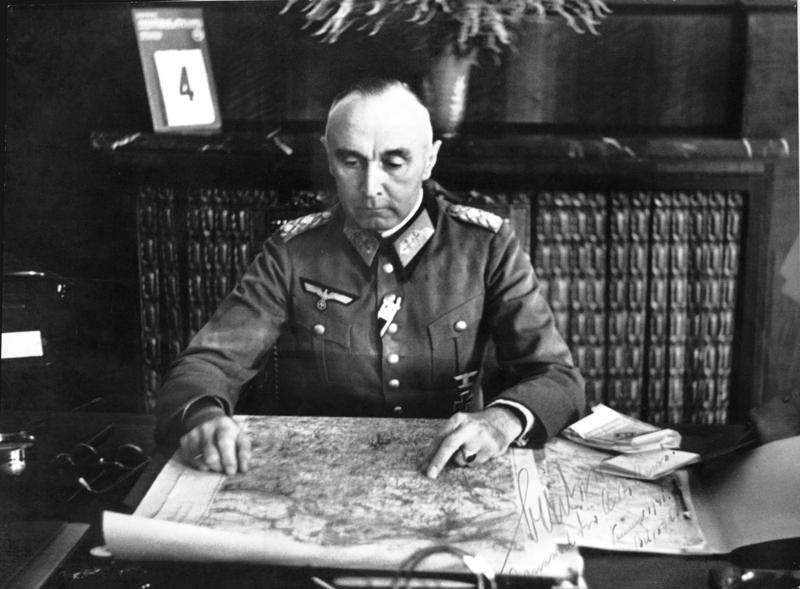
El General de Artillería Paul Bader fue el comandante táctico de la Operación Trio.

La operación fue decidida durante la conferencia de Opatija del 2 de marzo de 1942, entre representantes de Alemania, Italia y Croacia. El General Paul Bader fue nombrado comandante táctico de las fuerzas combinadas (conocidas como Kampfgruppe Bader) en la Operación Trio, pero para contentar a los italianos se situó esta fuerza formalmente bajo el mando del Segundo Ejército Italiano, a las órdenes del general Mario Roatta. La fuerza de ataque estaba compuesta por la 718.ª División de Infantería alemana; la 22.ª División de Infantería Cazadores de los Alpes, la 1.ª División Alpina Taurinense y la 5.ª División Alpina Pusteria italianas y 28 batallones del NDH. Desde febrero, la 718.ª División de Infantería era responsable de un área de operaciones comprendidas entre el Sava y el Bosna en el norte, el Drina hacia el este y la línea de demarcación germano-italiana por el sur. Sin embargo, debido principalmente a la falta de transporte y la potencia de fuego, la división llevó a cabo limitadas operaciones ofensivas contra los partisanos entre mediados de febrero y mediados de abril.
La fecha original prevista para el inicio era el 15 de abril, pero se retrasó ya que los italianos tuvieron problemas de transporte a sus posiciones de inicio y posteriormente para establecer líneas de comunicación a través del Adriático. Por ello, la operación se aplazó hasta el 25 de abril. Ya el 31 de marzo, el comandante de la temible Legión Negra croata, Jure Francetić, había lanzado una ofensiva preventiva en el nordeste de Bosnia contra los chetniks de Jezdimir Dangić, infligiéndoles pérdidas significativas y capturando Vlasenica, Bratunac y Srebrenica.
A principios de abril, Dangić viajó a Belgrado para reunirse con representantes chetniks y de la Serbia de Nedić, pero fue detenido por las autoridades alemanas y enviado a un campo de prisioneros de guerra en la Polonia ocupada. Dangić fue reemplazado por Stevan Botić. La tensión también era creciente entre chetniks y partisanos tras el abandono de los primeros en la Operación Sudeste de Croacia, que fue considerada una traición por los comunistas. En este contexto se produjo la detención y ejecución el 18 de abril del agitador pro-chetnik Bogdan Jovićić a cargo de Svetozar Vukmanović Tempo y su recién formado 1.º Batallón de Choque del este de Bosnia. Esta ejecución dio lugar a enfrentamientos entre miembros del destacamento partisano de Ozren. Como resultado, Vukmanović y sus hombres leales abandonaron el destacamento, incorporándose a otras unidades.

## Operaciones
A raíz de la ofensiva de la Legión Negra, los alemanes avanzaron preventivamente para despejar la zona norte de la línea de demarcación antes del inicio formal de la operación. Este avance hacia el Drina entre el 20 y el 30 de abril, en coordinación con las fuerzas del NDH, fue la primera fase de la operación. La 718.ª División avanzó desde las zonas de concentración en Sarajevo, Tuzla y Olovo, con el objetivo de tomar Rogatica y limpiar los alrededores de partisanos. La lucha llegó a ser muy confusa, con los chetniks, que estaban bajo el ataque de la Legión Negra, evitando a las unidades alemanas, que les sobrepasaban para atacar a los partisanos. La principal fuerza partisana evitó la confrontación con la Legión Negra, atacando a los chetniks por la retaguardia mientras estos se enfrentaban a los paramilitares croatas.
En la segunda mitad de abril se produjeron varios ataques de los chetniks contra los partisanos. El primero fue en uno de los batallones del Destacamento Partisano de Romanija, seguido por los tres batallones del Destacamento Zvijezda, cuyos comisarios políticos fueron asesinados. A principios de mayo, se produjeron nuevos ataques contra los destacamentos de Kalinovik y Foča.
Entre el 8 y el 9 de mayo de 1942, otro ataque chetnik ocurrió en el recientemente creado Destacamento Partisano de Zenica, provocando la muerte de alrededor de 30 comunistas y sus simpatizantes. Unos 100 combatientes restantes se incorporaron al 3.º Batallón de Choque del este de Bosnia.
Los italianos interpretaron que la operación conjunta germano-croata había sido diseñada para evitar su intervención en el este de Bosnia, lo que les impediría ampliar su esfera de influencia. Como resultado de las quejas italianas y maniobras políticas, Roatta tomó el control directo de la operación el 10 de mayo. Así, se llevó a cabo una operación conjunta de poca importancia para capturar Foča, pero para entonces el Alto Mando Partisano y sus principales fuerzas ya habían evacuado la ciudad. A pesar de sus intentos de evitar enfrentamientos, los partisanos sufrieron en su retirada pérdidas significativas.

## Consecuencias

Símbolo de la Ustacha. Sus milicianos de la temida Legión Negra perpetraron tras la ofensiva una atroz masacre en la ciudad de Vlasenica.

Después de despejar las principales ciudades de la región de Birač de partisanos y chetniks, la Legión Negra cometió atrocidades a gran escala contra los serbios y judíos de la región, incluyendo la masacre de cerca de 890 personas en Vlasenica después de violar a mujeres y niñas.
Entre junio y julio de 1942, la presencia de los partisanos en el este de Bosnia se había reducido ostensiblemente, limitándose a una fuerza de alrededor de 600 combatientes.
La Operación Trio fue continuada por ataques conjuntos italo-chetniks contra los destacamentos partisanos en la zona de ocupación italiana en el este de Herzegovina y Montenegro, con resultados similares: los partisanos perdieron casi todo el territorio liberado en estas áreas. Esta nueva ofensiva también es considerada parte de la Tercera Ofensiva Enemiga en la historiografía yugoslava. Después de la Operación Trio, las fuerzas del NDH se mantuvieron al sur de la línea de demarcación entre las zonas alemanas e italianas de ocupación, a pesar de las protestas de los italianos.
Tras la operación y la ofensiva que la continuó, los partisanos formaron otras tres brigadas proletarias, compuestas principalmente por montenegrinos. También como resultado de la operación, el alto mando partisano tomó la decisión de trasladarse hacia el oeste de Bosnia, en la llamada "Larga Marcha Partisana", que se inició a finales de junio de 1942.
A pesar de sufrir importantes bajas contra la Legión Negra, el movimiento chetnik del este de Bosnia se benefició de la deserción en masa de los partisanos, y de sus numerosos ataques a destacamentos de voluntarios. Además, desde mayo mejoraron sus relaciones con el régimen Ustacha, lo que les permitió mantener una privilegiada posición en el este de Bosnia durante el resto de 1942.